# Польща від моря до моря

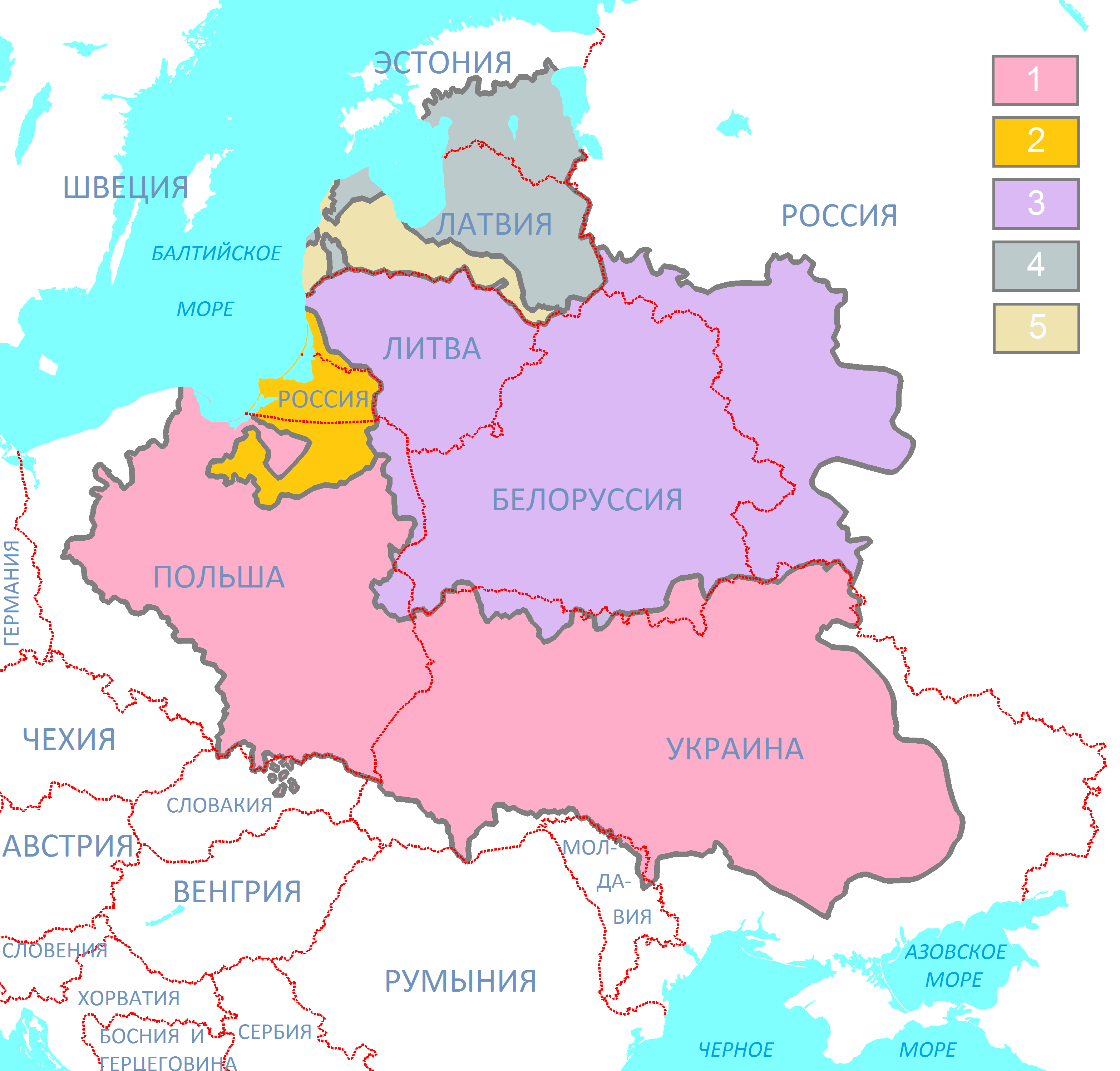
Карта Речі Посполитої після Деулинського перемир'я, поєднана з картою кордонів сучасних держав

Польща від моря до моря іноді вживається в буквальній транскрипції «Польська від можа до можа» (пол. Polska od morza do morza) — польське націоналістичне гасло в рамках польського аналога панславізму або ідеологічної настанови, що передбачає, що федерація народів під керуванням Польщі має поширюватися «від моря до моря», тобто від Балтійського моря до Чорного моря.
Ідеологічна установка виявлялася у зовнішній політиці Польщі як у минулих проектах (наприклад, проекти Міжмор'я Юзефа Пілсудського, Сполучені Штати Польщі Ігнація Падеревського) так і в теперішньому (Балтійсько-Чорноморський економічний союз, проект Посполита»).
Гасло має широке поширення серед польського народу і є серед поляків асоціативним рядом, що відсилає їхню національну пам'ять до минулої величі Польщі у складі Речі Посполитої, коли під час правління династії Ягеллонів кордону федерації Польського королівства та Великого князівства Литовського поширювалися від Балтійського до Чорного морів. У сучасній польській історіографії вважається, що сучасна Польща є історичною наступницею Речі Посполитої XVI-XVII століть.
Гасло є одним із елементів польського романтичного націоналізму, який вважає період існування Речі Посполитої XVI-XVII століть Золотим віком польської державності. Цей період у польській національній ідентичності демонструється у політичному, культурному та суспільному житті своєрідним віком золотої вільності, коли, як вважають поляки, вони мали могутню та справедливу державність.
Після розділів Польщі гасло «Польська від може до може» у контексті польського месіанізму стало девізом боротьби за незалежність та елементом романтичної мрії, що передбачає, що майбутня Польща поверне свою територію від моря до моря і стане справедливою та благородною основою для майбутньої федерації, до якої увійдуть навколишні народи.
В даний час гасло продовжує існувати в різних сферах політичного, суспільного та культурного життя польського народу.